# Mack 10
Mack 10, pseudonimo di Dedrick Rolison (Inglewood, 9 agosto 1971), è un rapper e attore statunitense, di origine afroamericana e portoricano/messicana.
È stato inoltre membro della Westside Connection, trio di hardcore hip hop assieme a Ice Cube e WC, e di conseguenza è stato coinvolto nella rivalità (beef) con il gruppo dei Cypress Hill.

## Biografia
La sua vera e propria carriera da rapper inizia nel 1995 con la firma di un contratto con la Priority Records, all'epoca etichetta numero uno nel panorama delle produzioni West Coast hip hop e gangsta rap. Il 1995 segna anche il suo debutto con l'omonimo album Mack 10, che fissa la sua autorità nel mondo del gangsta rap, anche grazie al singolo Foe Life, scritto e cantato con il rapper Ice Cube, diventato poi un grande street-anthem e seguito dall'altro singolo On Them Thangs.
Nel 1996 nasce la Westside Connection, i cui componenti avevano già realizzato primo brano, Westside Slaughterhouse, proprio nell'album di esordio di Mack 10. Ufficializzata la Westside Connection, uno dei primi brani registrati è "Bow Down", dedicato all'inimicizia tra east e west coast.
Il secondo progetto solista di Mack 10 è Based On A True Story, del 1997, accompagnato dal singolo Backyard Boogie che aiuta il disco a salire fino alla numero 14 della Billboard Album Chart. Dai critici e dagli ascoltatori amanti dell'hip hop l'album è considerato il miglior prodotto di Mack 10, anche grazie a collaborazioni rade ma pesanti: Ice Cube, Snoop Dogg, E-40; le produzioni sono di Ant Banks o Soopafly.
Nel 1998 Mack 10 pubblica Recipe, che inverte la precedente tendenza farcendo il disco di featuring: Mystikal, Master P, Jermaine Dupri, Ol' Dirty Bastard ed altri nomi, tanto che solo in un brano il rapper californiano canta da solo.
Fonda poi la Hoo Bangin', label di sua proprietà, e nel 1998 promuove la pubblicazione di Mack 10 Presents The Hoo Bangin' Mix Tape Vol. 1, contenente esponenti della sua etichetta, ma il tentativo di promozione ottiene scarso successo e viene considerato l'atto iniziale di una parabola discendente che ha come altri passi fondamentali la scarsa considerazione di critica e pubblico per il suo terzo album The Paper Route, e lo scioglimento del contratto con la Priority.
Mack 10 firma successivamente per la Cash Money Records, ma l'influenza del Dirty South sul rapper californiano crea una confusione che riceve pareri freddi, come nel 2001 all'uscita del suo Bang Or Ball,  malgrado alcuni brani ben congegnati. Dopo una serie di collaborazioni (Deviossi, Custeau, Techniec e K-Mec) ritrova la via del successo con L.A. For Ya, diventato uno dei brani più rappresentativi dell'intera west coast, passato in radio e persino durante le partite dei Lakers e  dei Clippers. Tra il 2002 ed il 2005 ha realizzato ancora tre album: Mack 10 Presents Da Hood, Ghetto, Gutter and Gangster ed Hustla's Handbook, che non hanno superato la posizione numero 65 della classifica statunitense.

## Discografia
- Mack 10 (1995)
- Based on a True Story (1997)
- The Recipe (1998)
- The Paper Route (2000)
- Bang or Ball (2001)
- Mack 10 Presents da Hood (2002) - collaborativo
- Ghetto, Gutter & Gangsta (2003)
- Hustla's Handbook (2005)
- Soft White (2009)

## Filmografia
- I'm Bout It (1997) come Cugino di Perry
- Random Acts of Violence (2002) come  Lynch
- Thicker Than Water (1999) come DJ
- Cutthroat Alley (2003) come Brian Stokes
- Halloween House Party (2005)
- Apocalypse and the Beauty Queen (2005) come D.K.